# Les Gendarmes et les Voleurs de Temps
Les gendarmes et les voleurs du temps est un trail qui a lieu pendant le week-end de la Pentecôte à Ambazac dans le département de la Haute-Vienne (Limousin). Depuis sa première édition en 2000 avec 1250 participants, la manifestation a pris une ampleur nationale.
Aujourd'hui, la manifestation compte plusieurs courses (le 52km, le 32 km, le 10 km, le Jeunes, les voleuses du temps ainsi que des randonnées de 12 et 22 km), des animations, et une soirée de gala avec spectacle. Au cours du week-end, environ 12 000 personnes se retrouvent sur le site (en comptant les participants, les spectateurs, les bénévoles et les organisateurs). 

## Histoire
La manifestation découle des Foulées de la gendarmerie de Limoges qui était un 10 km dans les rues de Limoges. En 2000, la Gendarmerie souhaite organiser une manifestation d'ampleur nationale et profite du mouvement naissant : le trail, pour se lancer dans ce type de courses. Sous l'impulsion de Jean-Luc Monges, la première édition voit le jour en 2000 avec une course trail de 32 km et une randonnée pédestre.
Soucieuse de se développer, l'organisation décide de diversifier les courses proposées. Dès 2005, on voit apparaitre une course découverte de 10 km et une course enfant qui permettent d'atteindre le nombre de 4682 participants et de toucher un public plus large. La manifestation devient plus familiale en proposant des courses pour tous et attire aussi bien les traileurs chevronnés que « monsieur et madame tout le monde », ce qui lui permet de devenir une course hors stade incontournable.

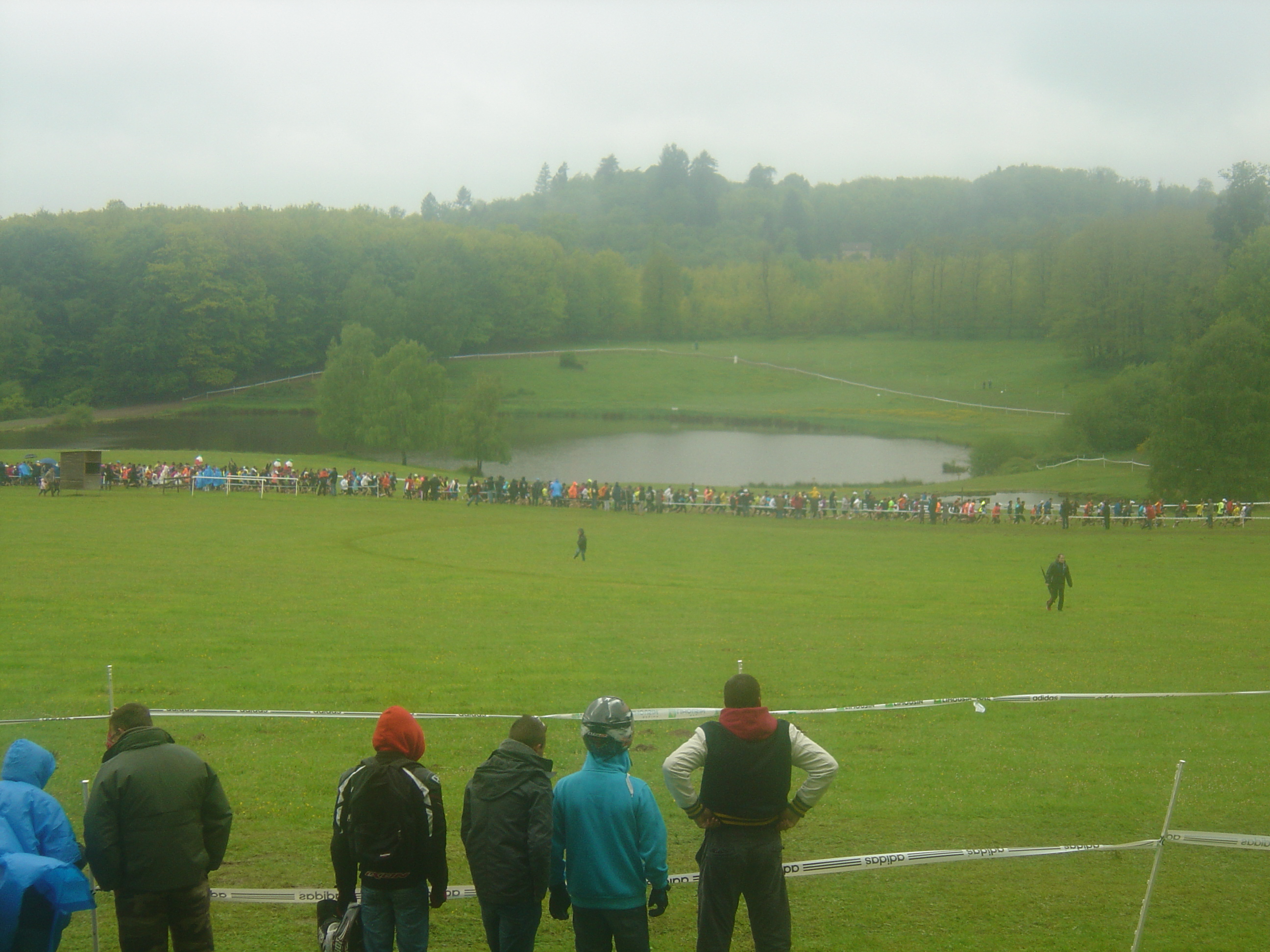
Départ des courses dans la prairie du centre équestre de Muret

## Site naturel
La course se déroule dans un cadre de forêts et d'étangs. Elle est située au pied d'un paysage de montagne dont l'altitude varie entre 500 et 700 mètres.
La particularité du site est qu'il est préservé de la présence de l'homme, ce qui permet le développement d'une course nature, de randonnées pédestres ou équestres. Le responsable parcours de l'association, Jean- Pierre Majeux, qui depuis la première course, à la suite de la tempête qui a touché le massif en 1999, crée les parcours, les balise et les entretient, en relation avec les propriétaires de terrains que la course traverse et les anciens connaissant bien le massif, a permis la réouverture de sentiers oubliés et l'entretien de ceux existant.

## Manifestation

### Grand Trail du Limousin
C'est le parcours le plus dur de l'évènement, inauguré en 2011, appelé le Grand Trail du Limousin, avec une multitude de côtes donnant un dénivelé positif de 2 131 mètres. Sa distance est variable, de 58 km à 68 km (lors de l'édition 2013). Il permet généralement d'acquérir pour ceux qui terminent la course deux points en vue de la qualification pour l'Ultra-Trail du Mont-Blanc (UTMB).

### Les Voleurs de Temps: 32 km
C'est l'épreuve la plus populaire de la manifestation, en 2009 elle a rassemblé 3294 personnes soit 56 % des participants. C'est elle qui fait vivre l'évènement. La course prend son départ au centre équestre de Muret pour passer dans les monts d'Ambazac dont le dénivelé positif cumulé a été jusqu'à 1 031 mètres et le dénivelé négatif cumulé est de 1 011 mètres. Plusieurs grands coureurs français tels que Thierry Breuil, Dominique Chauvelier ou encore David Antoine ont pris le départ de cette course.

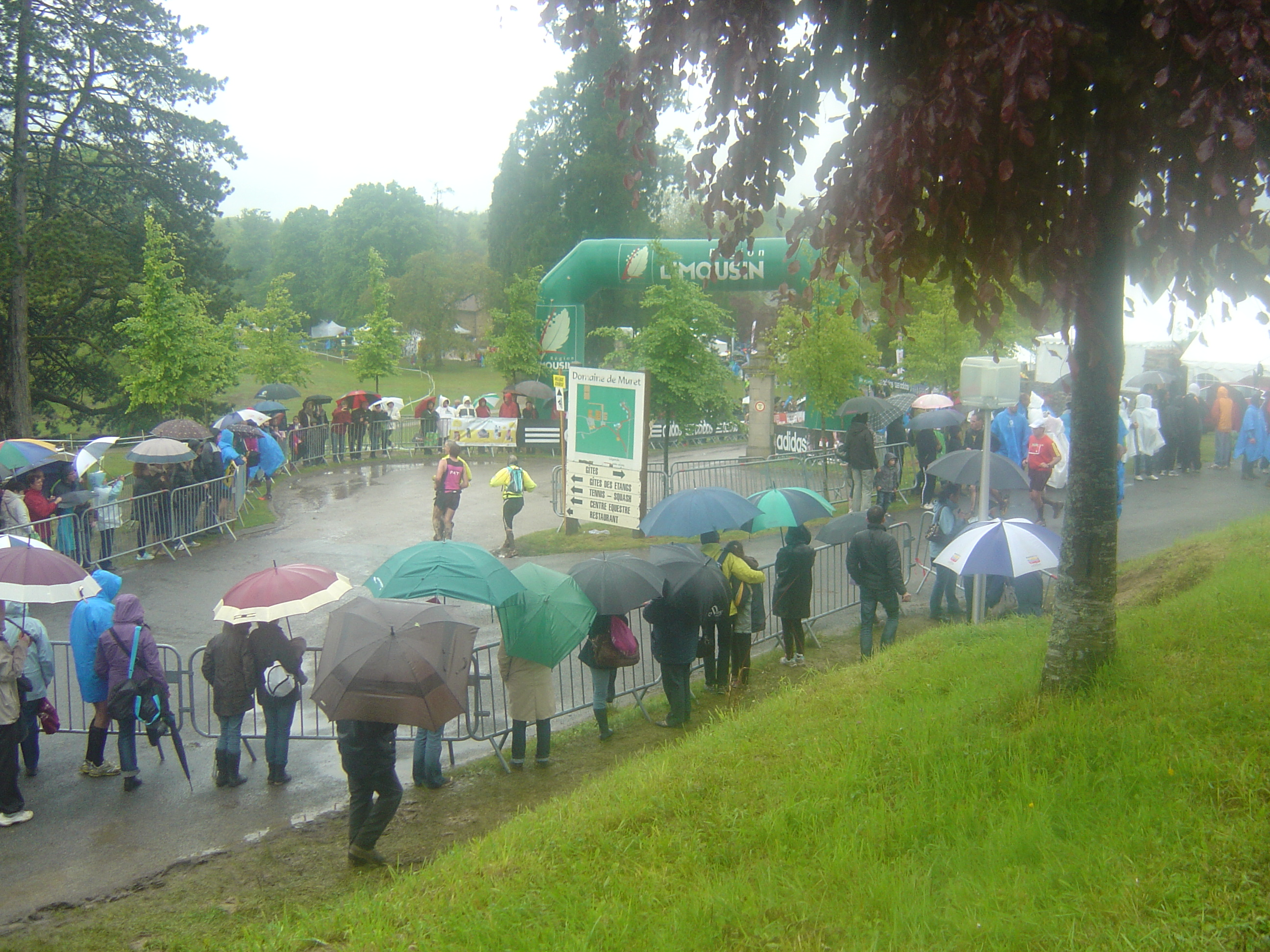
Derniers hectomètres de la course

### Course découverte: 10 km
Elle a été créée en 2005 afin de toucher un public plus large et de proposer une course de type trail accessible à tous. Ainsi cette course de 10 km qui s'effectue dans les monts d'Ambazac totalise un dénivelé positif cumulé de 213 mètres et négatif cumulé de 226 mètres.

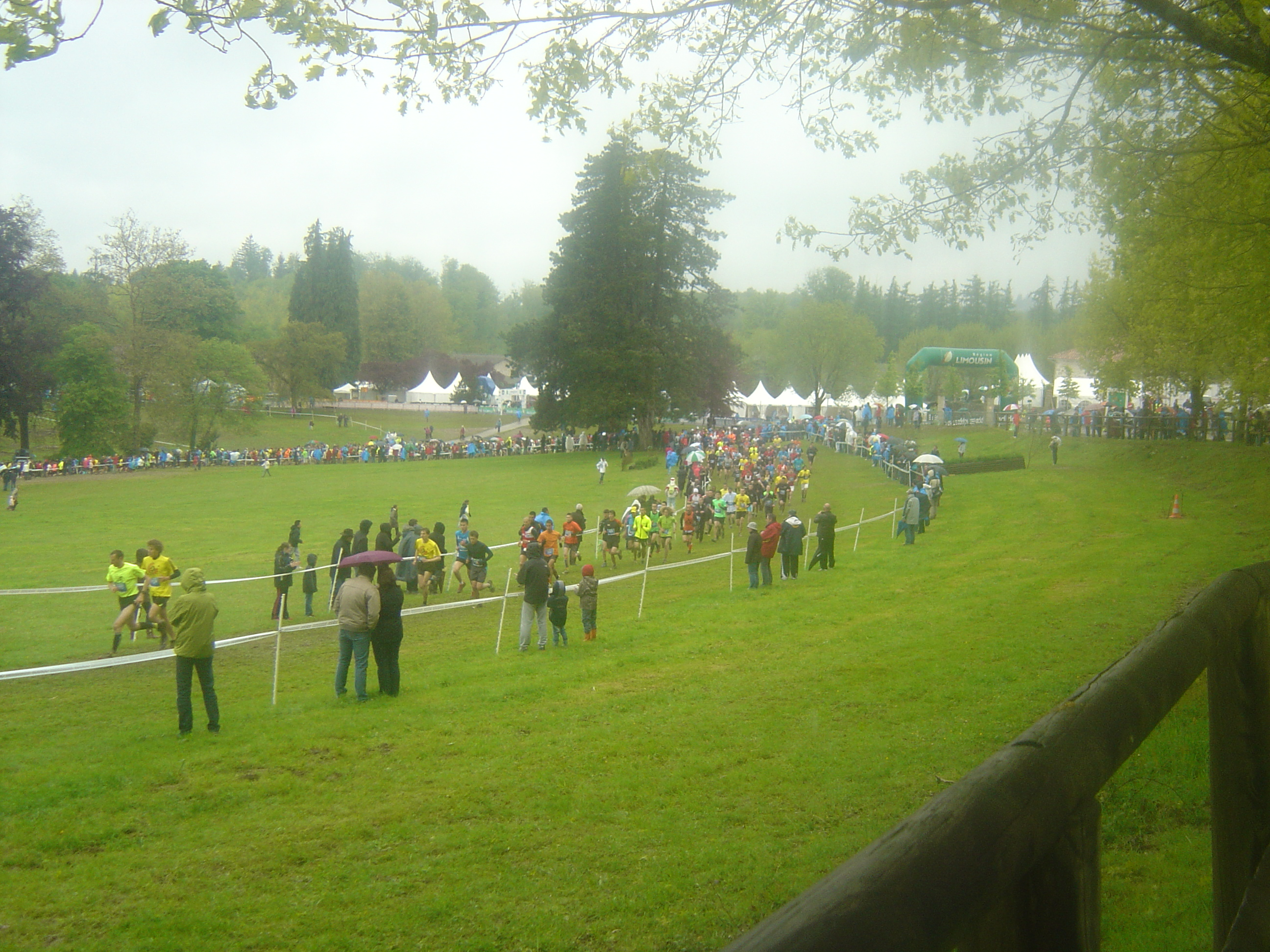
Départ de la course de 10 km

### Les Voleuses de Temps: 5 km
Cette course d'un dénivelé positif cumulé de 101 mètres a été inaugurée en 2010 est uniquement accessible aux femmes.

### Courses enfants et randonnées
Il existe cinq courses pour enfants selon les catégories (benjamins, poussins, minimes, etc.) aux distances nettement plus réduites sur la grande prairie du centre équestre de Muret. Il existe également des randonnées pour adultes dont les distances varient entre 10 et 22 kilomètres où les participants ne sont pas classés à l'arrivée.

### Village
Le village regroupe plusieurs stands qui proposent des produits régionaux, des équipements pour le trail ou présentent les autres grandes manifestations de course à pied telles que La course des Templiers ou le Marathon de Paris. Plusieurs animations sont proposées au public (mur d'escalade, initiations à la marche nordique...). Il se situe sur le site d'arrivée et de départ des courses.

## Gendarmerie
La gendarmerie nationale est un partenaire privilégié de l'épreuve. Bien qu'initiatrice du projet, elle n'en a désormais plus la charge, l'ayant laissé à l'association support. Néanmoins, en mettant à la disposition des organisateurs, des hommes et du matériel, elle contribue au fait que cette épreuve soit l'une des plus sécurisée de France, ce qui permet, en contrepartie, de promouvoir l'image de la gendarmerie.

## Personnalités
Plusieurs anciens sportifs de haut niveau très connus participent ou ont participé à cette course :
- Raymond Kopa ;
- Michel Jazy ;
- Laurent Jalabert ;
- Laurent Brochard ;
- Bernard Faure.

## Palmarès
| Date | 1er homme         | Pays   | Temps           | 1re femme                  | Pays   | Temps           |
| ---- | ----------------- | ------ | --------------- | -------------------------- | ------ | --------------- |
| 2011 | Benoit Holzerny   | France | 2 h 02 min 57 s | Céline Lafaye              | France | 2 h 25 min 48 s |
| 2010 | Julien Rancon     | France | 1 h 58 min 49 s | Malika Coutant             | France | 2 h 30 min 06 s |
| 2009 | Thierry Breuil    | France | 2 h 05 min 47 s | Laurence Klein             | France | 2 h 25 min 55 s |
| 2008 | Thierry Breuil    | France | 2 h 01 min 55 s | Annick Petinon             | France | 2 h 44 min 33 s |
| 2007 | Jocelyn Mairot    | France | 2 h 06 min 23 s | Laurence Fricotteaux-Klein | France | 2 h 23 min 40 s |
| 2006 | Thierry Breuil    | France | 1 h 56 min 21 s | Nathalie Vasseur           | France | 2 h 28 min 08 s |
| 2005 | Jean Luc Devroute | France | 2 h 04 min 04 s | Corinne Roux               | France | 2 h 18 min 08 s |
| 2004 | Éric Lacroix      | France | 2 h 01 min 31 s | Nathalie Vasseur           | France | 2 h 28 min 03 s |
| 2003 | Éric Lacroix      | France | 1 h 57 min 10 s | Chantal Dallenbach         | France | 2 h 12 min 06 s |
| 2002 | Éric Lacroix      | France | 2 h 00 min 54 s | Nathalie Vasseur           | France | 2 h 26 min 25 s |
| 2001 | Pascal Fetizon    | France | 2 h 00 min 12 s | Nicole Volard              | France | 2 h 35 min 53 s |
| 2000 | Assan El Hamadi   | France | 2 h 36 min 44 s | Isabelle Olive             | France | 2 h 01 min 54 s |